# Samuel Jerónimo
Samuel Jerónimo (Nazaré, 2 de Setembro de 1979) é um compositor português. Tendo-se iniciado na música enquanto aspirante a concertista de guitarra clássica, intento que quase foi levado a bom termo quando, em 1993, começou a estudar com o professor Sérgio Barreiro, optou mais tarde pela composição.
De entre as suas primeiras composições destacam-se "Neye-i" (1998), para agrupamento de cinco músicos rock; "The distant images of the abstract light" (1999), tida pela revista britânica The Wire como «arrebatadora»; e "Redra" (2003), para seis pianos, duas marimbas e dois vibrafones, descrita pelo jornalista Fernando Magalhães (Público) como uma «eternidade suspensa».
Tempos mais recentes têm visto a produção de Samuel Jerónimo afastar-se de composições com uma maior preponderância rítmica a favor de outras onde explora a harmonia funcional e diferentes progressões harmónicas.

## Trilogia da mudança
Ainda que o apelo programático nunca tenha sido estranho ao compositor, sendo possível regredir até ao ano de 1996, e encontrá-lo nas suas primeiras composições, só em 2000 Samuel Jerónimo iniciou aquela que é, até ao momento, a sua grande obra conceptual, a denominada “trilogia da mudança”, que integra as seguintes três peças:
- Redra, para seis pianos, duas marimbas e dois vibrafones: Lançada em 2004, no álbum Redra Ändra Endre De Fase, Redra abre esta trilogia apresentando o tema enquanto um processo contínuo, servindo-se ainda de outras duas peças, Ändra e Endre De Fase, também presentes nesse álbum, enquanto complementos dessa exposição - a mudança enquanto processo cíclico, em Ändra; e a mudança enquanto processo gradual, em Endre De Fase;

- Rima, para electrónicas, voz e órgão (ou quarteto de cordas): Lançada em 2006, no álbum com o mesmo nome, Rima simboliza as perdas advenientes da mudança;

- Rondas, para electrónicas, voz, octeto de cordas (natural e transformado por processos electrónicos) piano e flauta transformada por processos electrónicos: Lançada em 2010, no álbum com o mesmo nome, Rondas simboliza os ganhos advenientes da mudança.

### Curiosidades
Os nomes das peças que compõem a trilogia tem como inicial a letra ‘R’, e como segunda letra uma das vogais nucleares: ‘E’, ‘I’ e ‘O’.

## Discografia

### Álbuns
- Redra Ändra Endre De Fase (Thisco, 2004)
- Rima (Thisco, 2006)
- Rondas (Passageiros da maré, 2010)

### EPs
- The distant images of the abstract light (BR, 1999)
- Formal methods (Passageiros da maré, 2010)
- Duas peças para orquestra (Passageiros da maré, 2011)

### Singles
- Fuga transfigurada (Passageiros da maré, 2005)
- Formal methods#1 (Passageiros da maré, 2009)
- Um rio não corre indiferente (Passageiros da maré, 2010)

### Compilações
- Thisobidience: These guys gone out! (Thisco, 2002)
- Thiscotronica sample mind (Thisco, 2004)
- Symptom of thisease (Thisco, 2005)
- The shock of this light (Thisco, 2006)
- Thisagree & shadow (Thisco, 2008)
- Game alone synthesis (Future Ethnic Comparative Research, 2010)

## Discografia não editada
A carreira discográfica do compositor, ainda que curta, possui já alguns recantos mais obscuros, álbuns que nunca viram a luz do dia porque foram engavetados ou perdidos. De entre estes – Jerónimo nunca apontou um número exacto –, três afiguram-se particularmente importantes:
- IThem: Escrito e gravado em 2004, IThem é várias vezes apontando como o elo que tornaria menos drástica a mudança entre Redra Ändra Endre De Fase e Rima. Embora a sua edição fosse anunciada para breve,[3][4] aquando da saída de Redra Ändra Endre De Fase, esta acabou por nunca se realizar devido à perda da quase totalidade da gravação. Segundo o que o autor escreveu num blogue por si mantido à altura, apenas terá sobrevivido uma das peças;

- Ronda: A escrita de Ronda começou e terminou em 2007. Algum do material seria reaproveitado para o álbum Rondas;

- Sonatina: Composta em 2001, esta peça teve lançamento anunciado em single para Outubro de 2010, mas acabou por ser preterida, pela Passageiros da maré, a favor da edição de Um rio não corre indiferente.